# ZNF383
ZNF383‏ (Zinc finger protein 383) هوَ بروتين يُشَفر بواسطة جين ZNF383 في الإنسان.